# کوواله (شهرستان سوکوئکا)
کوواله (به لهستانی:  Kowale) یک روستا در لهستان است که در گمینا کوژنگتسا واقع شده‌است.